# Ferris (Texas)
Ferris es una ciudad situada en los condados de Dallas y Ellis, Texas, Estados Unidos. Tiene una población estimada, a mediados de 2023, de 3370 habitantes.

## Geografía
La localidad está ubicada en las coordenadas 32°32′12″N 96°40′32″O / 32.53667, -96.67556. Según la Oficina del Censo, tiene una superficie total de 12.41 km², de los cuales 12.04 km² corresponden a tierra firme y 0.37 km² están cubiertos de agua.

## Demografía
Según el censo de 2020, en ese momento la localidad tenía una población de 2788 habitantes. La densidad de población era de 230.73 hab./km².
| Raza                   | Núm. | Porc.  |
| ---------------------- | ---- | ------ |
| Blancos                | 1219 | 43.72% |
| Afroamericanos         | 479  | 17.18% |
| Amerindios             | 47   | 1.69%  |
| Asiáticos              | 12   | 0.43%  |
| Isleños del Pacífico   | 1    | 0.04%  |
| De otras razas         | 661  | 23.71% |
| De una mezcla de razas | 369  | 13.24% |

Del total de la población, el 47.17% eran hispanos o latinos de cualquier raza.